# Allodessus bistrigatus
Allodessus bistrigatus är en skalbaggsart som först beskrevs av Clark 1862.  Allodessus bistrigatus ingår i släktet Allodessus och familjen dykare. Inga underarter finns listade i Catalogue of Life.

## Bildgalleri

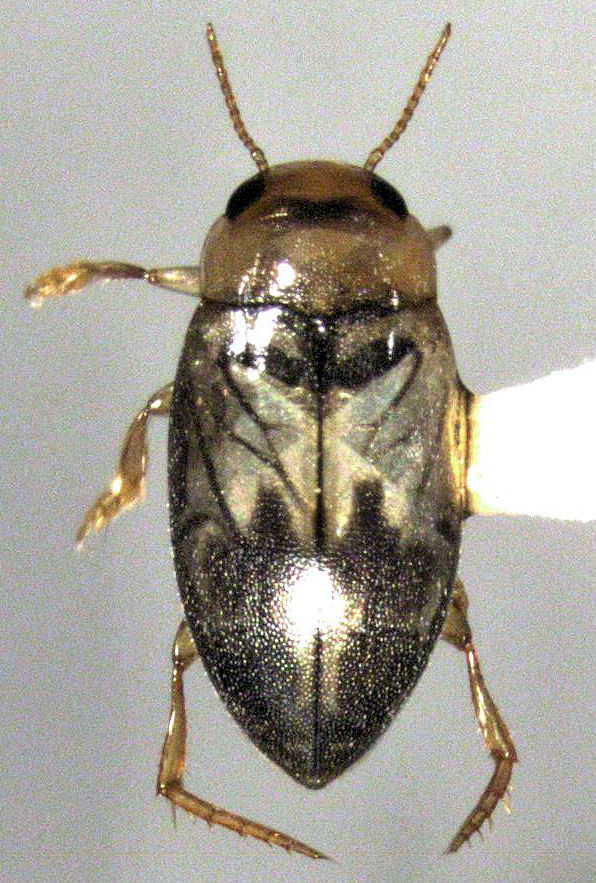
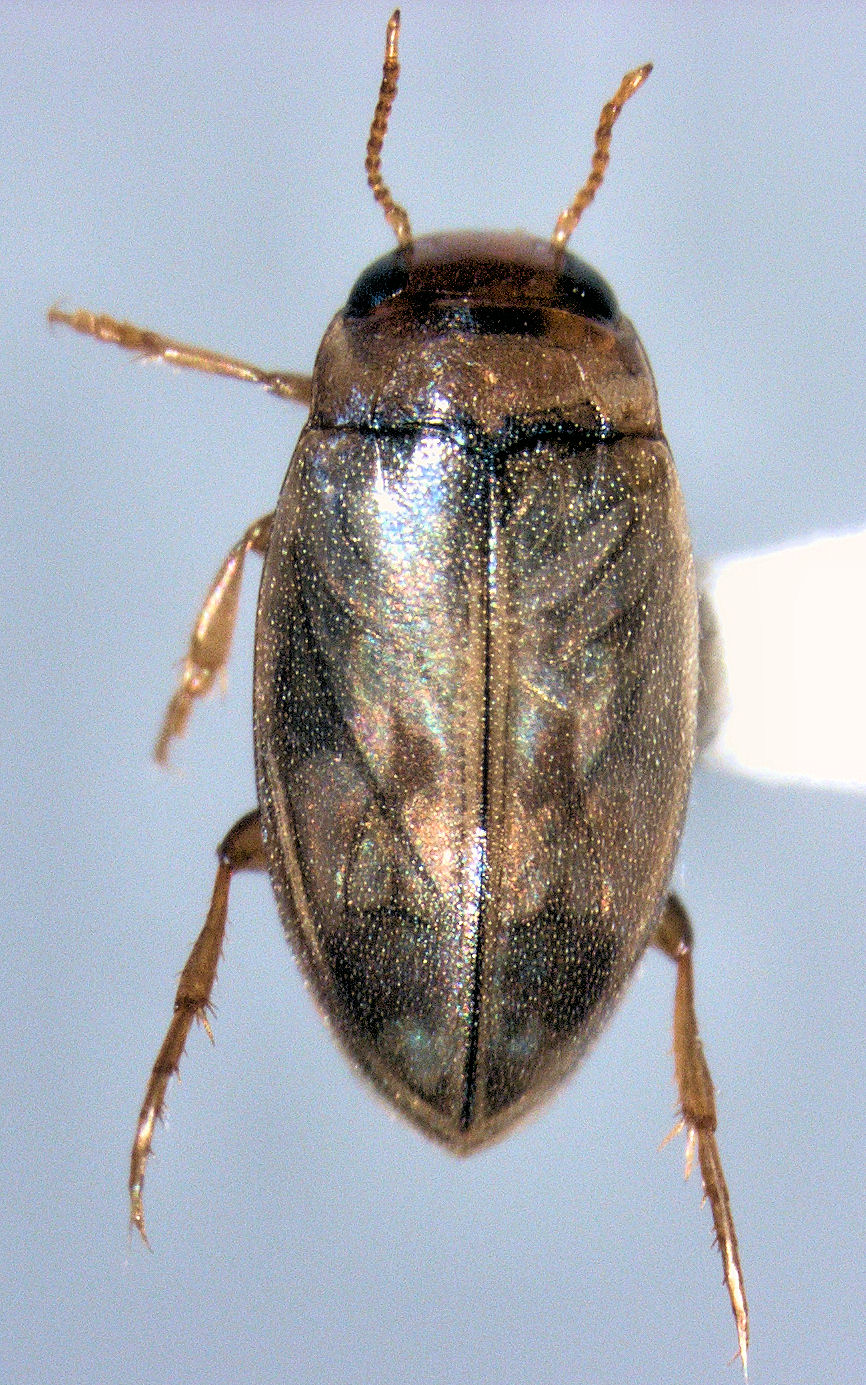